# Jason Pierre-Paul
Jason Andrew Pierre-Paul (nacido el 1 de enero de 1989 en Deerfield Beach, Florida) es un jugador de fútbol americano que ocupa la posición de ala defensiva y es agente libre de la National Football League (NFL). Su apodo es JPP. Es hijo de inmigrantes haitianos, Pierre-Paul creció en Deerfield Beach, Florida. Jugó fútbol americano en la Universidad del Sur de Florida y fue seleccionado por los New York Giants en la primera ronda del Draft del 2010 de la NFL.

## Infancia y juventud
Pierre-Paul nació en Deerfield Beach, Florida. Sus padres emigraron de Haití en 1983. Jason Pierre-Paul asistió a Deerfield Beach High School donde jugó baloncesto durante 4 años. Después de una grave lesión en la pierna mientras jugaba baloncesto, jugo fútbol americano en su primer año.

## Carrera universitaria
Pierre-Paul acumuló 60 tackleadas, 14 capturas, 19 tackleadas para pérdida, 2 balones sueltos forzados, una interceptación y un balón suelto recuperado en su primer año en College of the Canyons (California) y obtuvo en el primer equipo All-WSC y honores All-America. En 2008, Pierre-Paul jugó en Fort Scott Community College (Kansas), donde sus 70 tackleadas, 10.5 capturas, 3 balones sueltos forzados y 2 balones sueltos recuperados le valió honores del primer equipo del Little All-American.
Se trasladó a la Universidad del Sur de Florida en Tampa, Florida. En 2009, él jugó 13 partidos para los Bulls, con 7 partidos de titular totalizó 45 tackleadas (16 ½ en pérdidas), 6 ½ capturas, una interceptación (devuelta 18 yardas para un touchdown), desvió 3 pases y forzó 2 balones sueltos. Fue honrado al primer equipo All-America por Pro Football Weekly por sus esfuerzos, y también fue al primer equipo Big East. Se ganó el apodo Sensation haitiana. En la cuarta semana de la temporada, fue nombrado liniero defensivo de la semana en los Premios Universitarios de rendimiento. Después de su tercer año de secundaria, decidió renunciar a su último año y entrar en el Draft del 2010 de la NFL.

## Carrera profesional

### New York Giants
Pierre-Paul fue seleccionado por los New York Giants 15a global en el Draft de la NFL de 2010. El 31 de julio de 2010, Pierre-Paul y los Giants acordaron un contrato de 5 años y $20,05 millones con 11,629,000 dólares garantizados. Hizo su debut en la NFL el 12 de septiembre de 2010 en el juego de apertura de la temporada, donde registró dos tacleadas. Terminó la temporada jugando un total de 16 partidos, totalizando 24 tacleadas y 4.5 capturas.

#### Temporada 2011

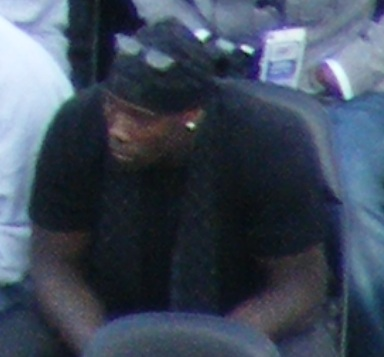
Jason Pierre-Paul en la celebración delSuper Bowl XLVI.

Con las lesiones de los Ala Defensiva, Osi Umenyiora y Justin Tuck, Pierre-Paul recibió una cantidad significativa de tiempo de juego, incluyendo 12 partidos de titular. Lideró al equipo con 16.5 capturas de mariscal, y fue seleccionado a su primer Pro Bowl. Pierre-Paul también fue nombrado al primer equipo All-Pro.
Él registró 65 tackleadas, 16.5 capturas, un safety y dos balones sueltos forzados durante la temporada 2011. El 11 de diciembre de 2011, después de conseguir ya dos capturas (una para un safety) y un balón suelto forzado, Pierre-Paul bloqueo un gol de campo de 47 yardas de Dan Bailey en los últimos segundos del partido de los Giants contra los Dallas Cowboys, los Giants ganaron 37-34. El entrenador de los Giants Tom Coughlin pidió un tiempo fuera antes del primer intento de Bailey. Pierre-Paul se convirtió en el primer jugador en la historia de la NFL en registrar una captura, provocar un balón suelto, y bloquearon un gol de campo en el mismo juego. El 13 de diciembre de 2011, fue nombrado Jugador Defensivo de la Semana en la NFC. El 27 de diciembre de 2011 se anunció que Pierre-Paul fue elegido para su primer Pro Bowl, a pesar de no estar en la boleta electoral.
Jugó un papel importante en la carrera hacia los playoffs de los Giants donde compitieron contra los New England Patriots en el Super Bowl XLVI donde ganaron 21-17.

### Tampa Bay Buccaneers
El 22 de marzo de 2018, los Giants cambiaron a Pierre-Paul a los Tampa Bay Buccaneers por una selección de tercera ronda (B. J. Hill) del Draft de la NFL de 2018 y un intercambio de selecciones de cuarta ronda.
En 2020, Pierre-Paul terminaría la temporada regular con 55 tacleadas totales, 9.5 capturas (el mejor equipo del equipo), cuatro balones sueltos forzados, dos recuperaciones de balones sueltos, seis desvíos de pase y dos intercepciones, por lo que fue convocado a su tercer Pro Bowl. En el Campeonato de la NFC contra los Green Bay Packers, Pierre-Paul registró dos capturas sobre Aaron Rodgers durante la victoria 31-26. Los Buccaneers derrotarían a los Kansas City Chiefs por 31-9 y ganarían el Super Bowl LV en su propio estadio, el Raymond James Stadium, vengando una derrota anterior ante los Chiefs en la temporada regular.

### Baltimore Ravens
El 26 de septiembre de 2022, Pierre-Paul firmó un contrato por un año con los Baltimore Ravens. Jugó 14 encuentros con el equipo, donde registró un total de 26 tacleadas, tres capturas y una intercepción.

## Estadísticas generales
|  | Seleccionado al Pro Bowl |

| Año   | Equipo | Juegos | Juegos | Tacleadas | Tacleadas | Tacleadas | Tacleadas | Intercepciones | Intercepciones | Intercepciones | Intercepciones | Intercepciones | Intercepciones | Balones sueltos | Balones sueltos | Balones sueltos | Balones sueltos |
| Año   | Equipo | GP     | GS     | Comb      | Total     | Ast       | Sck       | PDef           | Int            | Yds            | Avg            | Lng            | TDs            | FF              | FR              | Yds             | TDs             |
| ----- | ------ | ------ | ------ | --------- | --------- | --------- | --------- | -------------- | -------------- | -------------- | -------------- | -------------- | -------------- | --------------- | --------------- | --------------- | --------------- |
| 2010  | NYG    | 16     | 0      | 30        | 25        | 5         | 4.5       | 6              | --             | --             | --             | --             | --             | 2               | 2               | 0               | 0               |
| 2011  | NYG    | 16     | 12     | 86        | 16        | 20        | 16.5      | 7              | --             | --             | --             | --             | --             | 2               | 0               | --              | --              |
| 2012  | NYG    | 16     | 15     | 66        | 43        | 23        | 6.5       | 5              | 1              | 28             | 28             | 28             | 1              | 1               | 1               | 10              | 0               |
| 2013  | NYG    | 11     | 6      | 27        | 7         | 20        | 2.0       | 4              | 1              | 24             | 24             | 24             | 1              | 0               | 0               | --              | --              |
| 2014  | NYG    | 16     | 16     | 76        | 54        | 22        | 12.5      | 6              | --             | --             | --             | --             | --             | 3               | 1               | 0               | 0               |
| 2015  | NYG    | 8      | 8      | 26        | 21        | 5         | 1.0       | 6              | --             | --             | --             | --             | --             | 0               | 2               | 0               | 0               |
| 2016  | NYG    | 12     | 12     | 53        | 35        | 18        | 7.0       | 8              | --             | --             | --             | --             | --             | 3               | 1               | 43              | 1               |
| 2017  | NYG    | 16     | 16     | 68        | 48        | 20        | 8.5       | 5              | --             | --             | --             | --             | --             | 2               | 0               | --              | --              |
| 2018  | TB     | 16     | 16     | 58        | 48        | 10        | 12.5      | 2              | --             | --             | --             | --             | --             | 1               | 1               | 0               | 0               |
| 2019  | TB     | 10     | 8      | 27        | 24        | 3         | 8.5       | 2              | --             | --             | --             | --             | --             | 2               | 0               | --              | --              |
| 2020  | TB     | 16     | 16     | 55        | 34        | 21        | 9.5       | 6              | 2              | 15             | 7.5            | 15             | 0              | 4               | 2               | 6               | 0               |
| 2021  | TB     | 12     | 12     | 31        | 20        | 11        | 2.5       | 4              | --             | --             | --             | --             | --             | 1               | 0               | --              | --              |
| 2022  | BAL    | 14     | 13     | 26        | 17        | 9         | 3.0       | 5              | 1              | 3              | 3.0            | 3              | 0              | 0               | 0               | --              | --              |
| Total | Total  | 153    | 125    | 629       | 455       | 174       | 94.5      | 66             | 5              | 70             | 14.0           | 28             | 2              | 21              | 10              | 59              | 1               |

Fuente: Pro-Football-Reference.com